# Igor Andronic
Igor Andronic (n. 11 martie 1988, Chișinău) este un fotbalist internațional moldovean, care în prezent el evoluează la clubul Dinamo-Auto Tiraspol.
El este văr cu Valeriu Andronic și frații Oleg Andronic și Gicu Andronic, toți cei trei fiind și ei fotbaliști. Tatăl său, precum și unchiul Nicolae Andronic (tatăl lui Oleg și Gheorghe) și un alt unchi (tatăl lui Igor) la fel au jucat fotbal în tinerețe.